# Debtocracy
Pour plus de détails, voir Fiche technique et Distribution.
Debtocracy (Χρεοκρατία, Chreokratía) est un film grec documentaire sorti en avril 2011 de deux journalistes grecs : Katerina Kitidi et Aris Chatzistefanou (en). Le film traite principalement de la crise de la dette grecque de 2010, et prend pour exemple le cas de l'Équateur, et montre comment ce pays a réussi à s'en sortir grâce à un audit de sa dette et en répudiant une partie de sa dette.
Les fondateurs du projet Debtocracy soutiennent que la Grèce doit suivre la même voie en commençant par créer une commission d'audit de la dette souveraine puis en sortant de l'Euro.
Diffusé en ligne sous licence Creative Commons CC-BY-SA 3.0 depuis le 6 avril 2011, le film a connu un vif succès en Grèce. Près de 500 000 personnes ont visionné le film une semaine après sa sortie sur Internet, plus d'un million quelques semaines plus tard. Le projet a été intégralement financé par des donations.

## Fiche technique
- Réalisation : Aris Chatzistefanou (en) et Katerina Kitidi
- Scénario : Aris Chatzistefanou (en), Katerina Kitidi et Leonidas Vatikiotis
- Production : Kostas Efimeros
- Montage : Aris Triandafyllou
- Directeur : Katerina Kitidi et Aris Chatzistefanou (en)
- Producteur : Kostas Efimeros
- Musique : Giannis Aggelakas
- Édition : Leonidas Vatikiotis
- Pays :  Grèce
- Langue : Grec (sous titrage anglais, français, espagnol, italien)
- Date de sortie : 
  -  Grèce : 6 avril 2011

## Distribution
- Samir Amin
- Hugo Arias
- Alain Badiou
- Gérard Duménil
- Manólis Glézos
- David Harvey
- Kostas Lapavitsas
- Avi Lewis (en)
- Fernando Ezequiel Solanas
- Eric Toussaint